# لوني لي
لوني لي (بالإنجليزية: Lonnie Lee)‏ هو مغني أسترالي، ولد في 18 سبتمبر 1935 في Rowena, New South Wales ‏ في أستراليا.

## وصلات خارجية
- لوني لي على موقع ميوزك برينز (الإنجليزية)
- لوني لي على موقع ديسكوغز (الإنجليزية)